# Sofia Lockwall
Sofia Lockwall, född 1966 i Bollnäs, är svensk dramatiker och skådespelare. Hon är den drivande personen bakom Systrarna Lockwall. Sofia Lockwall är utbildad på European Film Actor School och har skrivit manus för film och teater. Hon har också skrivit ett stort antal teaterpjäser, där också hennes systrar, Gabriella och Charlotta deltagit i. Vidare har Sofia Lockwall arbetat med film och bland annat skrivit manus, regisserat och spelat huvudrollen i kortfilmen "Förgylld morgon" (finansierad av Svenska Filminstitutet). Lockwall har även haft roller för både TV och film. 
2004 var hon knuten till Odenteatern i Stockholm med sina egna föreställningar.
Lockwall föreställning om Ulla Billquist, i regi av Judith Hollander, hade premiär hösten 2005. År 2007 var det 100 år sedan Ulla Billquist föddes. Som ett led i hyllandet av henne spelade systrarna Lockwall Jag och min lillasyster Ulla Billquist runt om i Sverige, för Riksteatern och Folkets Hus och parker. Även ett framträdande inför miljonpublik i Allsång på Skansen. Framför allt har Jag och min lillasyster Ulla Billquist spelats på Mosebacke Etablissement, som också varit systrarnas huvudscen. 3 mars 2008 hade Sofia Lockwall premiär på Mosebacke med sin pjäs ME - Marilyn & Edith. I pjäsen återfinns både Sofia och Gabriella Lockwall i rollerna som Marilyn Monroe och Edith Piaf. Musiker är Malena Jönsson, som numer ingår i gruppen tillsammans med systrarna Lockwall. Charlotta Lockwall svarar för de till svenska översatta sångtexterna. För regin svarar Ingrid Boström. 
Hösten 2009 hade Sofia Lockwall premiär på två nyskrivna föreställningar, När Körsbärsträdet Gnolar och Anita Lindblom X 3. När Körsbärsträdet Gnolar beskriver Astrid Lindgrens mer okända vuxenvärld, med bland annat en tonsättning av Lindgrens mörka dikt Vore jag Gud.  Anita Lindblom X 3 är en återupprättelse av Anita Lindblom som artist. Föreställningen visar tre sidor av en sångerska som lever i exil i Frankrike. Den som hon vill vara, den offentliga bilden av henne samt den person hon verkligen är.
2011 genomför alla Systrarna Lockwall och Malena Jönsson projektet SING SING,  en samhällskritisk käftsmäll och en bitsk och angelägen musikföreställning med nyskrivna texter och musik från Rap till Chanson. 
Hösten 2015 hade Systrarna Lockwall premiär för den självbiografiska föreställningen Sexig Tik  - Varning för ilsken hund, som handlar om  tre systrars uppväxt i Bollnäs och de engelsk/amerikanska hitlåtarna från 1960-talet till idag,  parallellt med deras uppväxt.  Sångerna som människor gnolat på översattes och avslöjar sångtexternas patriarkala och sexistiska innehåll. 
Hösten 2016 inleder Sofia Lockwall ett samarbete med sin syster Gabriella och Roberto Gonzalez, Erotik, Löständer och en Albatross.
Våren 2017 har föreställningen JUDY & LIZA premiär i Stockholm. De har båda skapat skandalrubriker genom sjukdom, alkoholism och tablettmissbruk. Ett familjemönster som ständigt återupprepas och beskådas av offentligheten och som till slut tog Judy Garlands liv när hon var 47år. Föreställningen JUDY & LIZA handlar om att överleva som kvinna i en hård cynisk artistvärld men också om en ömsint, varm, kärleksfull men komplicerad relation mellan mor och dotter

## Urval av egna teaterföreställningar
- Må bra för fan!
- Stick och brinn, syster!
- Det är farligt att leva - man kan dö!
- I mormors fotspår
- Vänta inte på prinsen - rid själv!
- Jag och min lillasyster Ulla Billquist
- ME - Marilyn & Edith
- När Körsbärsträdet Gnolar
- Anita Lindblom X 3
- Sing Sing
- Sexig Tik - Varning för ilsken hund
- Judy & Liza

(Samtliga uppsättningar: manus/skådespelare)

## Egna filmer
- Förgylld morgon (manus/regi/skådespelare)

Produktion (Studio Lagnö/Svenska Filminstitutet)